# 24547 Stauber
24547 Stauber è un asteroide della fascia principale. Scoperto nel 2001, presenta un'orbita caratterizzata da un semiasse maggiore pari a 2,4354750 UA e da un'eccentricità di 0,1405601, inclinata di 6,43553° rispetto all'eclittica.